# Лапса, Лато
Лато Лапса (латыш. Lato Lapsa, 16 мая 1969 года, Рига, Латвийская ССР) — латышский писатель и независимый журналист.

## Биография
Лато Лапса родился в 1969 году, окончил Историко-философский факультет Латвийского университета. В 1990 году поступает на работу в газету «Diena» и за три месяца делает карьеру от простого репортёра до заместителя главного редактора.
С 1999 года по 2000 год работал главным редактором в новостном агентстве «LETA».
В 1997 году начал составлять по материалам государственных регистров (открытых и платных) список миллионеров Латвии и делает это до сих пор. По материалам списка он написал свою первую книгу Latvijas miljonāru noslēpumi («Тайны латвийских миллионеров»), которая затем выпускалась ежегодно с коррекциями и новыми интервью.

## Профессиональная деятельность
Лато Лапса один из самых известных и скандальных латвийских журналистов. В 1997 году Лато Лапса начал составлять списки самых богатых людей Латвии. В дальнейшем такие сборники миллионеров стали популярны, и Лато Лапса получил прозвище счетовода миллионеров.

 «Мне было интересно сделать то, чего в Латвии ещё никто не делал»— Лато Лапса
В 2004 году опубликовал в газете Neatkarīgā Rīta avīze телефонную книгу КГБ ЛССР за 1989 год. Первую скандальную книгу Лато Лапса написал в 2007 году — «Кухня судопроизводства. Рецепты „улаживания“ от адвоката Гутупса» (Tiesāšanās kā ķēķis. Advokāta Gūtupa «sakārtošanas» receptes). Для того, чтобы издать её, Лапса заложил квартиру матери. Эта книга, в которой под измененными, но узнаваемыми фамилиями были показаны известные в Латвии судьи и адвокаты, которые за деньги и по знакомству обтяпывают дела на выгоду собственную и своих клиентов, вызвала широкий общественный резонанс. Под именем адвоката Гутупса угадывался известный адвокат Грутупс, а его видоизмененная фамилия представляет собой игру слов: по-латышски gūt — получать, приобретать. И адвокат Грутупс реально являлся одним из самых состоятельных людей в Латвии. После публикации книги прокуратура завела несколько уголовных дел Книга «Кухня судопроизводства» стала бестселлером в Латвии. Второй скандальной книгой Л. Лапсы стала «Крах Parex: невежды, глупцы и преступники» («Parex krahs»). В 2010 году Л. Лапса написал книгу «Вайрина кухня, или Игры власти». Эта книга описывает необоснованные траты канцелярии и самого экс-президента Латвии Вайры Вике-Фрейберги. Ещё до выхода в печать книга получила скандальную известность.

«О Вайре нам известна лишь глянцевая сторона. Есть и другая Вайра. И я о ней расскажу. Утаённые ею от оплаты подарочные часики за 1000 латов — это только цветочки. В книге будут ягодки. И очень много! Президент как верховный главнокомандующий получала деньги из Минобороны. По моим данным, речь идёт о шести-семизначных цифрах».— Лато Лапса